# Retalhuleu flygplats
Retalhuleu Airport är en flygplats i Guatemala.   Den ligger i kommunen Municipio de Retalhuleu och departementet Departamento de Retalhuleu, i den sydvästra delen av landet, 130 km väster om huvudstaden Guatemala City. Retalhuleu Airport ligger 199 meter över havet.
Terrängen runt Retalhuleu Airport är platt åt sydost, men åt nordväst är den kuperad. Runt Retalhuleu Airport är det ganska tätbefolkat, med 96 invånare per kvadratkilometer. Närmaste större samhälle är Retalhuleu, 2,7 km nordost om Retalhuleu Airport. Omgivningarna runt Retalhuleu Airport är en mosaik av jordbruksmark och naturlig växtlighet.